# Gaston De Wael (football, 1934)
Gaston De Wael est un footballeur international belge né le 31 décembre 1934 à Anderlecht (Belgique) et mort le 6 mars 2008.
Gaston De Wael a débuté au Sporting d'Anderlecht à l'âge de onze ans. Il est le frère cadet de François De Wael et le neveu d'Albert Mettens, également joueurs Mauves. Il fait ses débuts dans l'équipe première alors dirigée par l'entraîneur britannique Bill Gormlie, en 1952. La concurrence est alors vive car l'attaque anderlechtoise est composée de joueurs tels que Jef Mermans, Jeng et Hippolyte Van den Bosch. Son plus bel exploit est d'avoir inscrit cinq buts le 20 janvier 1957  contre le FC Tilleur.
Il remporte quatre fois le championnat de Belgique avec les Mauves et joue également deux fois avec les Diables Rouges.
En 1961, De Wael rejoint les voisins du White Star AC et y reste trois saisons avant de partir au RFC La Rhodienne. Une saison après, l'attaquant revient au Racing White, l'ancien White Star AC qui a fusionné avec le Racing Club de Bruxelles. En 1969, il part dans le modeste SK Zwevezele, où il termine sa carrière en 1973.

## Palmarès
- International belge en 1956 et 1957 (2 sélections)
- Champion de Belgique en 1954, 1955, 1956 et 1959 avec le RSC Anderlecht